# Tyskland ved vinter-OL 1952
Tyskland deltog ved Vinter-OL 1952 i Oslo med 53 sportsudøvere, 41 mænd og 12 kvinder. De konkurrerede i otte sportsgrene, alpint, bobslæde, langrend, kunstskøjteløb, skihop, hurtigløb på skøjter, ishockey og nordisk kombination. Tyskland havde ikke fået lov at deltage i de foregående OL 1948 i St. Moritz på grund af landets rolle i 2. verdenskrig og fordi den nationale olympiske komite, som var gendannet i 1947 som Deutscher Olympischer Ausschuß, endnu ikke repræsenterede en anerkendt stat. Vesttyskland blev grundlagt i 1949, og den olympiske komite for Tyskland fik nyt navn og blev anerkendt af IOC, mens en særskilt NOC for DDR blev forkastet. Østtyskland blev anmodet om at indgå i et fælles tysk hold, hvilket man afviste i 1952, men accepterede i 1956 og fremefter.
Tyskland kom på fjerdepladsen ved legene med tre guld-, to sølv, og to bronzemedaljer. Fanebærer for Tyskland var Helmut Böck.

## Medaljer
| 1952 Oslo | Guld | Sølv | Bronze | Total |
| Tyskland  | 3    | 2    | 2      | 8     |

## Medaljevindere
Den tyske medaljevindere var:
| Tyskland ved vinter-OL 1952 Oslo | Tyskland ved vinter-OL 1952 Oslo                                       | Tyskland ved vinter-OL 1952 Oslo | Tyskland ved vinter-OL 1952 Oslo | Tyskland ved vinter-OL 1952 Oslo |
| Medaljer                         | Deltager                                                               | Sport                            | Øvelse                           | Resultater                       |
| -------------------------------- | ---------------------------------------------------------------------- | -------------------------------- | -------------------------------- | -------------------------------- |
| Guld                             | «Tyskland I» Andreas Ostler Lorenz Nieberl                             | Bobslæde                         | toerbob                          | 5.24,54                          |
| Guld                             | «Tyskland I» Andreas Ostler Friedrich Kuhn Lorenz Nieberl Franz Kemser | Bobslæde                         | firerbob                         | 5.07,84                          |
| Guld                             | Ria Falk og Paul Falk                                                  | Kunstskøjteløb                   | parløb                           | 11,5                             |
| Sølv                             | Annemarie Buchner                                                      | Alpint                           | styrløb, kvinder                 |                                  |
| Sølv                             | Ossi Reichert                                                          | Alpint                           | slalom, kvinder                  |                                  |
| Bronze                           | Annemarie Buchner                                                      | Alpint                           | slalom, kvinder                  |                                  |
| Bronze                           | Annemarie Buchner                                                      | Alpint                           | storslalom, kvinder              |                                  |